# Vishal Gondal
Vishal Gondal (Bombay, 14 de julio de 1976) es un empresario e inversor indio. Es el fundador y CEO de Indiagames, empresa desarrolladora de videojuegos en India.

## Inicios
Vishal Gondal nación en Bombay, India. Empezó su carrera en el mundo de los videojuegos a los trece años, tras aplazar sus estudios para aprender las técnicas de desarrollo de videojuegos. Posteriormente, estudio Comercio en la universidad.

## Carrera
Vishal Gondal creó su primera compañía en 1992 a los 16 años. En 1999, fundó Indiagames. Indiagames se centra en el desarrollo y la publicación de juegos para varias plataformas: Internet, PC, banda ancha, teléfonos móviles, PDAs, consolas y otros aparatos portátiles.
Considerada una de las empresas desarrolladoras de videojuegos en India, Indiagames llegó a controlar en 2005 un 60% del mercado de servicios inhalámbricos relacionados con el juego. En ese año, TOM online Games, sello de TOM Online Inc. adquirió un paquete de acciones que le convirtió en socio mayoritario ocn un 76,29% de la compañía. En diciembre de 2007, la compañía india UTV Software se hizo con el control mayoritario de acciones.
Si en 1999 la compañía se inauguró con un total de cinco trabajadores (Vishal incluido), en 2009 Indiagames tiene más de 300 empleados y oficinas en Bombay, Pekín, Londres y Los Ángeles.
En su faceta de inversor, fundó en 2008 'Sweat and Blood Venture Group' para invertir en la creación de nuevas empresas.
Es parte del consejo asesor sobre videojuegos de Nokia proporcionando consejo sobre tecnologías inhalámbricas y del videojuego.

## Reconocimiento
- Elegido Empresario Indio E&Y del Año en 2004 y 2005.[5]

- Parte de la lista del Top 50 Ejecutivos en la sección de contenidos móviles por la revista británica "Mobile Entertainment" en 2005.

- Parte de la lista de los 20 indios fabulosos a los que seguir publicada por la revista The Week en 2006.

- Parte de la lista de los 40 empresarios indios por Business Today en 2001.

- Indiagames entró en la lista del Top 100 de compañías asiáticas en 2005 según la revista Red Herring.

- En India, se le conoce como el Rey del Juego.[1]